# Algoma (Mississippi)
Algoma is een plaats (town) in de Amerikaanse staat Mississippi, en valt bestuurlijk gezien onder Pontotoc County.

## Demografie
Bij de volkstelling in 2000 werd het aantal inwoners vastgesteld op 508.
In 2006 is het aantal inwoners door het United States Census Bureau geschat op 546, een stijging van 38 (7,5%).

## Geografie
Volgens het United States Census Bureau beslaat de plaats een oppervlakte van
17,1 km², waarvan 17,0 km² land en 0,1 km² water.

## Plaatsen in de nabije omgeving
De onderstaande figuur toont nabijgelegen plaatsen in een straal van 24 km rond Algoma.